# Stenopogon callosus
Stenopogon callosus är en tvåvingeart som först beskrevs av Peter Simon Pallas 1818.  Stenopogon callosus ingår i släktet Stenopogon och familjen rovflugor. Inga underarter finns listade i Catalogue of Life.